# Carlos Salcedo
Carlos Joel Salcedo Hernández (Guadalajara, Jalisco, Mexikó, 1993. szeptember 29. –) a mexikói válogatott labdarúgója, a Toronto játékosa.

## Pályafutása

### Klubcsapatokban
A Guadalajarában nevelkedett Salcedo később a Tigres U17-es csapatához került, majd az USA-beli Real Salt Lake játékosa lett. A 2015-ös Clausura szezontól kezdve visszatért Mexikóba, és nevelőegyesületénél, a Guadalajaránál folytatta pályafutását. 2016 augusztusában került kölcsönbe az olasz Fiorentinához, ott azonban csak 18 bajnoki és két Európa Liga-mérkőzésen kapott lehetőséget egy év alatt. 2017 nyarán a német Eintracht Frankfurt játékosa lett, szintén kölcsönben.

### A válogatottban
A válogatottban először 21 évesen, 2015. április 15-én lépett pályára egy Egyesült Államok elleni barátságos mérkőzésen. 2016-ban bekerült a Rio de Janeiró-i olimpián szereplő válogatottba is.
| Mexikó | Mexikó               | Mexikó                                        | Mexikó             | Mexikó   | Mexikó             | Mexikó                          | Mexikó | Mexikó        |
| #      | Dátum                | Helyszín                                      | Hazai              | Eredmény | Vendég             | Kiírás                          | Gólok  | Esemény       |
| ------ | -------------------- | --------------------------------------------- | ------------------ | -------- | ------------------ | ------------------------------- | ------ | ------------- |
| 1.     | 2015. április 15.    | San Antonio, Alamodome                        | Egyesült Államok   | 2 – 0    | Mexikó             | barátságos                      | 0      | 46'           |
| 2.     | 2015. május 30.      | Tuxtla Gutiérrez, Estadio Víctor Manuel Reyna | Mexikó             | 3 – 0    | Guatemala          | barátságos                      | 0      | 50'           |
| 3.     | 2015. június 7.      | São Paulo, Allianz Parque                     | Brazília           | 2 – 0    | Mexikó             | barátságos                      | 0      | 46'           |
| 4.     | 2015. június 15.     | Santiago, Estadio Nacional de Chile           | Chile              | 3 – 3    | Mexikó             | Copa América, csoportkör        | 0      | 70'           |
| 5.     | 2016. február 10.    | Miami, Marlins Park                           | Mexikó             | 2 – 0    | Szenegál           | barátságos                      | 0      | 46'           |
| 6.     | 2016. november 11.   | Columbus, Mapfre Stadium                      | Egyesült Államok   | 1 – 2    | Mexikó             | vb-selejtező                    | 0      | 28' 76' 90+3′ |
| 7.     | 2017. március 24.    | Mexikóváros, Estadio Azteca                   | Mexikó             | 2 – 0    | Costa Rica         | vb-selejtező                    | 0      |               |
| 8.     | 2017. március 28.    | Port of Spain, Hasely Crawford Stadion        | Trinidad és Tobago | 0 – 1    | Mexikó             | vb-selejtező                    | 0      | 62' 67'       |
| 9.     | 2017. június 1.      | East Rutherford, MetLife Stadium              | Mexikó             | 3 – 1    | Írország           | barátságos                      | 0      | 21' 46'       |
| 10.    | 2017. június 8.      | Mexikóváros, Estadio Azteca                   | Mexikó             | 3 – 0    | Honduras           | vb-selejtező                    | 0      | 54'           |
| 11.    | 2017. június 11.     | Mexikóváros, Estadio Azteca                   | Mexikó             | 1 – 1    | Egyesült Államok   | vb-selejtező                    | 0      |               |
| 12.    | 2017. június 18.     | Kazany, Kazany Aréna                          | Portugália         | 2 – 2    | Mexikó             | konföderációs kupa, csoportkör  | 0      | 67'           |
| 13.    | 2017. június 21.     | Szocsi, Fist Olimpiai Stadion                 | Mexikó             | 2 – 1    | Új-Zéland          | konföderációs kupa, csoportkör  | 0      | 33'           |
| 14.    | 2017. október 6.     | San Luis Potosí, Estadio Alfonso Lastras      | Mexikó             | 3 – 1    | Trinidad és Tobago | vb-selejtező                    | 0      |               |
| 15.    | 2017. november 10.   | Brüsszel, Baldvin király Stadion              | Belgium            | 3 – 3    | Mexikó             | barátságos                      | 0      |               |
| 16.    | 2017. november 13.   | Gdańsk, Stadion Energa Gdańsk                 | Lengyelország      | 0 – 1    | Mexikó             | barátságos                      | 0      | 46'           |
| 17.    | 2018. március 23.    | Santa Clara, Levi’s Stadion                   | Mexikó             | 3 – 0    | Izland             | barátságos                      | 0      |               |
| 18.    | 2018. március 27.    | Arlington, AT&T Stadion                       | Mexikó             | 0 – 1    | Horvátország       | barátságos                      | 0      | 46' 68'       |
| 19.    | 2018. május 28.      | Pasadena, Rose Bowl                           | Mexikó             | 0 – 0    | Wales              | barátságos                      | 0      | 46'           |
| 20.    | 2018. június 2.      | Mexikóváros, Estadio Azteca                   | Mexikó             | 1 – 0    | Skócia             | barátságos                      | 0      | 46'           |
| 21.    | 2018. június 9.      | Brøndby, Brøndby Stadion                      | Dánia              | 2 – 0    | Mexikó             | barátságos                      | 0      |               |
| 22.    | 2018. június 17.     | Moszkva, Luzsnyiki Stadion                    | Németország        | 0 – 1    | Mexikó             | vb-csoportkör                   | 0      |               |
| 23.    | 2018. június 23.     | Rosztov-na-Donu, Rosztov Aréna                | Dél-Korea          | 1 – 2    | Mexikó             | vb-csoportkör                   | 0      |               |
| 24.    | 2018. június 27.     | Jekatyerinburg, Központi stadion              | Mexikó             | 0 – 3    | Svédország         | vb-csoportkör                   | 0      |               |
| 25.    | 2018. július 2.      | Szamara, Szamara Aréna                        | Brazília           | 2 – 0    | Mexikó             | vb-nyolcaddöntő                 | 0      | 77'           |
| 26.    | 2019. március 22.    | San Diego, SDCCU Stadium                      | Mexikó             | 3 – 1    | Chile              | barátságos                      | 0      |               |
| 27.    | 2019. június 9.      | Arlington, AT&T Stadion                       | Mexikó             | 3 – 2    | Venezuela          | barátságos                      | 0      | 35'           |
| 28.    | 2019. június 15.     | Pasadena, Rose Bowl                           | Mexikó             | 7 – 0    | Kuba               | CONCACAF-aranykupa, csoportkör  | 0      | 77'           |
| 29.    | 2019. június 23.     | Charlotte, Bank of America Stadium            | Martinique         | 2 – 3    | Mexikó             | CONCACAF-aranykupa, csoportkör  | 0      |               |
| 30.    | 2019. június 29.     | Houston, NRG Stadium                          | Mexikó             | 1 – 1    | Costa Rica         | CONCACAF-aranykupa, negyeddöntő | 0      | 21'           |
| 31.    | 2019. július 2.      | Glendale, State Farm Stadium                  | Haiti              | 0 – 1    | Mexikó             | CONCACAF-aranykupa, elődöntő    | 0      |               |
| 32.    | 2019. július 7.      | Chicago, Soldier Field                        | Mexikó             | 1 – 0    | Egyesült Államok   | CONCACAF-aranykupa, döntő       | 0      |               |
| 33.    | 2019. szeptember 10. | San Antonio, Alamodome                        | Mexikó             | 0 – 4    | Argentína          | barátságos                      | 0      | 93'           |
| 34.    | 2019. október 11.    | Hamilton, Bermudai Nemzeti Stadion            | Bermuda            | 1 – 5    | Mexikó             | CONCACAF Nemzetek Ligája        | 0      |               |
| 35.    | 2019. október 15.    | Mexikóváros, Estadio Azteca                   | Mexikó             | 3 – 1    | Panama             | CONCACAF Nemzetek Ligája        | 0      | 42'           |
| 36.    | 2020. szeptember 30. | Mexikóváros, Estadio Azteca                   | Mexikó             | 3 – 0    | Guatemala          | barátságos                      | 0      |               |
| 37.    | 2020. november 14.   | Bécsújhely, Bécsújhelyi stadion               | Mexikó             | 3 – 2    | Dél-Korea          | barátságos                      | 1      | 70' 83'       |
| 38.    | 2021. március 27.    | Cardiff, Cardiff City Stadion                 | Wales              | 1 – 0    | Mexikó             | barátságos                      | 0      |               |
| 39.    | 2021. március 30.    | Bécsújhely, Bécsújhelyi stadion               | Costa Rica         | 0 – 1    | Mexikó             | barátságos                      | 0      |               |
| 40.    | 2021. május 29.      | Arlington, AT&T Stadion                       | Mexikó             | 2 – 1    | Izland             | barátságos                      | 0      | 63'           |
| 41.    | 2021. június 6.      | Denver, Empower Field at Mile High            | Egyesült Államok   | 3 – 2    | Mexikó             | CONCACAF Nemzetek Ligája        | 0      | 100'          |
| 42.    | 2021. július 3.      | Los Angeles, Memorial Coliseum                | Mexikó             | 4 – 0    | Nigéria            | barátságos                      | 0      | 79'           |
| 43.    | 2021. július 10.     | Arlington, AT&T Stadion                       | Mexikó             | 0 – 0    | Trinidad és Tobago | CONCACAF-aranykupa, csoportkör  | 0      | 53'           |
| 44.    | 2021. július 14.     | Dallas, Cotton Bowl                           | Guatemala          | 0 – 3    | Mexikó             | CONCACAF-aranykupa, csoportkör  | 0      |               |
| 45.    | 2021. július 18.     | Dallas, Cotton Bowl                           | Mexikó             | 1 – 0    | Salvador           | CONCACAF-aranykupa, csoportkör  | 0      | 70'           |
| 46.    | 2021. július 24.     | Glendale, State Farm Stadion                  | Mexikó             | 3 – 0    | Honduras           | CONCACAF-aranykupa, negyeddöntő | 0      | 73'           |
| 47.    | 2021. július 29.     | Houston, NRG Stadion                          | Mexikó             | 2 – 1    | Kanada             | CONCACAF-aranykupa, elődöntő    | 0      |               |
| 48.    | 2021. augusztus 1.   | Las Vegas, Allegiant Stadion                  | Egyesült Államok   | 1 – 0    | Mexikó             | CONCACAF-aranykupa, döntő       | 0      | 44' 105'      |
|        | Összesen             |                                               |                    | 48       | mérkőzés           |                                 | 1      | gól           |

## Magánélete
Salcedo 2016 márciusában vette feleségül Andrea Navarrót.